# Станіславув (Луківський повіт)
Станіславув (пол. Stanisławów) — село в Польщі, у гміні Станін Луківського повіту Люблінського воєводства.
У 1975-1998 роках село належало до Седлецького воєводства.